# Drag-and-drop
Drag-and-drop (в переводе с англ. — «тащи-и-бросай», «бери-и-брось») — способ оперирования элементами интерфейса в интерфейсах пользователя (как графическим, так и текстовым, где элементы GUI реализованы при помощи псевдографики) при помощи манипулятора «мышь» или сенсорного экрана.
Способ реализуется путём «захвата» (нажатием и удержанием главной (первой, чаще левой) кнопки мыши) отображаемого на экране компьютера объекта, программно доступного для подобной операции, и перемещении его в другое место (для изменения расположения) либо «бросания» его на другой элемент (для вызова соответствующего, предусмотренного программой, действия). По отношению к окнам (также способным к перемещению подобным способом) данный термин обычно не употребляется.
Базовыми действиями и самыми простыми примерами drag-and-drop действий являются: перемещение объекта, перемещение объекта из панели в панель, хотя в современных операционных системах drag-and-drop получил широкое применение и является одним из главных способов взаимодействия с компьютером в графическом интерфейсе пользователя.
Объектами для перемещения могут быть следующие элементы интерфейса: значки (иконки) рабочего стола, плавающие панели инструментов, ярлыки программ в панели задач (начиная с Windows XP), элементы Tree view, текстовая строка, ячейка DataGridView, также элементы OLE. Перемещаться объекты могут как в пределах некоторой определённой области, в пределах одного окна, между панелями одного окна, так и между разными окнами.
Событие перетаскивания должно инициироваться каким-либо действием пользователя. Чаще всего этим действием является нажатие левой кнопки мыши на элементе (событие это называется MouseDown), который может быть перемещен в своем контейнере. Некоторые компоненты обладают собственными событиями начала drag-n-drop — например, TreeView имеет событие ItemDrag.